# Thaba Bosiu

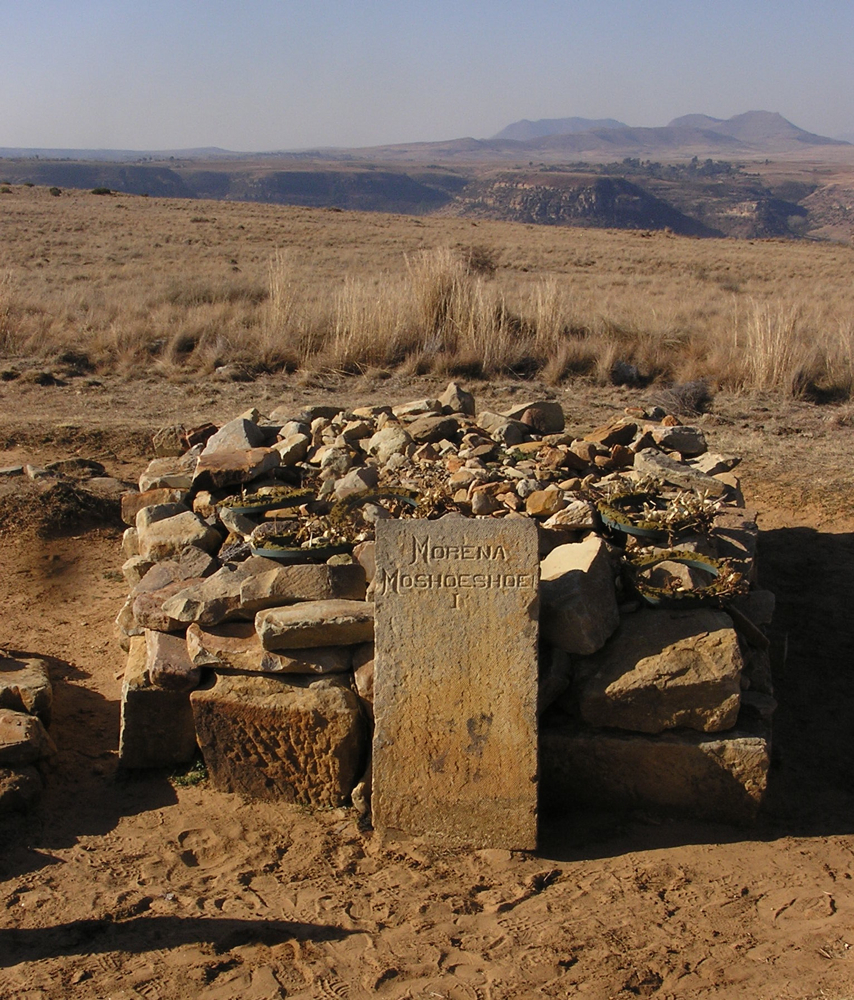
Grób Moshoeshoe I, Thaba Bosiu

Thaba Bosiu także Thaba Bosigo (sotho „Góra Nocy”) – płaskowyż z piaskowca (1804 m n.p.m.) w zachodnim Lesotho, ok. 24 km na wschód od Maseru. Naturalna forteca, w XIX w. siedziba Moshoeshoe I – twórcy państwa ludu Soto – Basuto i jego zwolenników; nigdy nie została zdobyta.

## Położenie
Thaba Bosiu leży w zachodnim Lesotho, ok. 24 km na wschód od stolicy kraju Maseru i ok. 50 km od rzeki Caledon.

## Geografia
Zbudowany z piaskowca płaskowyż wznosi się na wysokość 120 m względem doliny, w której się znajduje. Jego wysokość n.p.m. wynosi 1804 m. Płaskowyż ma płaski szczyt o powierzchni ok. 7 km²

## Historia
W XIX w. płaskowyż stał się siedzibą Moshoeshoe I – twórcy państwa ludu Soto – Basuto i jego zwolenników, po tym jak zmuszeni byli opuścić okolice góry Butha-Buthe, by chronić się przed atakami członków ludu Amangwane i Batlokwa. Płaskowyż był dogodnym miejscem do schronienia się, z uwagi na jego strome, niemal pionowe zbocza, jedynie sześć ścieżek prowadzących na szczyt oraz obecność ośmiu źródeł wody pitnej na szczycie. 
Moshoeshoe oferował bydło i schronienie na płaskowyżu uciekającym przed mfekane ludziom, zyskując ich poparcie, a liczba jego zwolenników stale rosła. W 1837 roku Moshoeshoe dał schronienie brytyjskiemu żołnierzowi, który zdezerterował z regimentu Seaforth Highlanders, szeregowemu Davidowi Webberowi, który wybudował później wodzowi dwuizbowy dom z kamienia.  
Pomimo wielokrotnych ataków, płaskowyż nigdy nie został zdobyty.     
W 1828 roku Thaba Bosiu próbowali zdobyć pobici przez Zulusów Amangwane – bez powodzenia, pomimo ich czterokrotnej przewagi liczebnej. Po pokonaniu Amangwane Moshoeshoe stał się najpotężniejszym wodzem w okolicy. 
Szturmy Brytyjczyków w 1852 roku oraz ataki Burów z Oranii w latach 1858–1868 również nie zakończyły się sukcesem. 15 sierpnia 1865 roku jednemu z dowódców Burów Louisowi Wepenerowi (1812–1865) udało się wprawdzie dotrzeć na szczyt, został on jednak zabity strzałem z broni palnej.       
Po śmierci Moshoeshoe I w 1870 roku, płaskowyż stracił na znaczeniu, a następca wodza – Letsie II (1869–1913) urzędował w Matsieng. W Thaba Bosiu mieszkał trzeci syn Moshoeshoe – Masopha, który przez 28 lat pozostawał w opozycji do głównego wodza Soto. W końcu Masopha został pokonany przez króla Lerotholi (1836–1905), a płaskowyż był opuszczony przez kolejne 20 lat. 
W 1917 roku wygospodarowano pierwsze środki finansowe, aby zachować płaskowyż w dobrym stanie. W 1967 roku Thaba Bosiu został uznany za pomnik narodowy, a w latach 90. XX w. przeprowadzono prace konserwatorskie. 
W kulturze Soto płaskowyż uznawany jest za miejsce narodzin narodu – „matkę narodu”. Według legendy grudki ziemi zabranej z Thaba Bosiu nocą powracają na płaskowyż. W czasach kryzysu Soto organizują na płaskowyżu narady. 
Od 1929 roku, przez 30 lat, płaskowyż był miejscem spotkań opozycji politycznej. 27 grudnia 1966 roku król Moshoeshoe II zwołał „spotkanie modlitewne” na szczycie płaskowyżu, w ramach protestu przeciwko rządowi. Król odwołał spotkanie i nie przybył do Thaba Bosiu, pomimo to na płaskowyżu zebrały się tłumy. Żołnierze użyli ognia, by rozpędzić zgromadzenie.  
Płaskowyż pozostaje niezamieszkały, znajdują się tu pozostałości XIX-wiecznej osady, groby wodzów Soto i grób Moshoeshoe I. W 1996 roku na płaskowyżu pochowano również Moshoeshoe II.